# ブルー・バイユー
「ブルー・バイユー」（Blue Bayou）は、ロイ・オービソンが1963年に発表した楽曲。リンダ・ロンシュタットのカバー・バージョンでもよく知られる。
バイユーはミシシッピ・デルタ等低湿地に見られる小川で、また、南部メキシコ湾岸一帯の地域名（バイユー・カントリー）としても使われる。曲は、遠く離れた故郷のバイユーとそこに残した人を思う気持ちを歌う。

## ロイ・オービソンのバージョン
作詞作曲はロイ・オービソンとジョー・メルソン。録音は1961年11月に行われたものの、しばらく発表されなかった。1963年7月発売のアルバム『In Dreams』に収録。同年8月、シングルカットされた。B面はエルヴィス・プレスリーの「Mean Woman Blues」のカバー。
ビルボード・Hot 100で29位、R&Bチャートで26位を記録。海外で大ヒットし、イギリスは3位、アイルランドは1位、オーストラリアは1位を記録した。

## リンダ・ロンシュタットのバージョン
1977年8月、シングルA面として発売された。B面は「オールド・ペイント」。同年12月から1978年1月7日にかけて4週連続で3位を記録した。ビルボードのイージーリスニング・チャートでは3位、カントリー・チャートでは2位を記録した。ビルボードの1977年年間チャートの61位を記録し、ゴールドディスクに輝いた。「ブルー・バイユー」にはバッキング・ボーカルとしてドン・ヘンリーが参加している。
本作品を収録したアルバム『夢はひとつだけ』もBillboard 200の1位を記録し大ヒットとなった。
1978年1月、リンダ・ロンシュタットはスペイン語の歌詞のバージョン「Lago Azul」をシングルとして発表している（歌詞は父親のジルベルト・ロンシュタットが書いた）。B面は1976年のアルバム『風にさらわれた恋（Hasten Down the Wind）』に収められていた、同じくスペイン語詞の「Lo Siento Mi Vida」。